# Finders Keepers (2014)
Finders Keepers ist ein US-amerikanischer Horrorfilm von Alexander Yellen aus dem Jahr 2014. In den Hauptrollen sind Jaime Pressly, Patrick Muldoon, Kylie Rogers und Tobin Bell zu sehen. Premiere hatte der Fernsehfilm am 18. Oktober 2014 beim US-Sender Syfy.

## Handlung
Zwei Polizisten betreten ein Haus und finden auf der Treppe und im Haus die ermordete Familie. In einem Zimmer werden sie plötzlich von dem Sohn mit einem Messer angegriffen und getötet. Fünf Jahre später zieht Allyson Simon gemeinsam mit ihrer 9-jährigen Tochter Claire nach der Scheidung von ihrem Mann Jonathan in das große alte Haus auf dem Land.
Tochter Claire begegnet dem Haus mit Misstrauen und fragt sich, ob hier etwas schlimmes passiert sei. Als ihre Mutter den Makler darauf anspricht verneint er dies und behauptet, es hätten sich sogar mehrere Interessenten für das Haus interessiert. Schon bald nach dem Umzug erfährt sie von einem brutalen Familienmord der dort geschehen ist und den ihr der Makler verschwiegen hat. Ihre Tochter findet eine Sorgenpuppe und entwickelt langsam eine gefährliche Obsession für das verhexte Spielzeug.
Als Claire bei ihrem Vater zu Besuch ist, passiert der erste Mord, als seine neue Freundin angeblichen Suizid begeht. Schon bald häufen sich die Unglücke. Allyson sucht daraufhin Zachary auf, der vor fünf Jahren seine Familie ermordete, um mehr zu erfahren. Da das Gespräch ergebnislos bleibt, stellt sie eigene Nachforschungen an. Später erfährt sie, dass Zachary nach ihrem Besuch aus der Psychiatrie ausgebrochen ist. Claires Verhalten wird immer auffälliger und ihre Eltern beschließen, dass die Puppe verschwinden muss. Allerdings taucht sie unter mysteriösen Umständen immer wieder beim Kind auf und beginnt eine Voodoo-Beziehung zum Kind aufzubauen: alles was Claire passiert, passiert auch der Puppe und andersherum.
Allyson schickt ihre Tochter zur psychologischen Behandlung zu Dr. Freeman. Dieser deutet die Verletzungen an Claire, die in der Folge der versuchten Vernichtung der Puppe entstanden sind, als häusliche Gewalt und droht damit bei der nächsten Verletzung das Jugendamt zu kontaktieren. Die Freundin von Allyson, Prof. Elena Carranza, ist Expertin für Übernatürliches. So darf sie die Puppe zur Untersuchung in ihrem Labor behalten. Schon bald wird ihre Assistentin grausam ermordet. In der Zwischenzeit analysiert Dr. Freeman das Videomaterial der Sitzungen mit Claire und stellt aufgrund ihrer Mimik fest, dass sie gelogen hat, was die häusliche Gewalt betrifft. Die Puppe taucht in der Praxis auf und schon bald ist der Doktor tot.
Prof. Elena Carranza taucht bei Familie Simon auf und beschließt das Kind und die Puppe voneinander zu distanzieren. Obwohl fast drei Wegstunden zwischen den beiden liegen, steht Claire noch immer unter dem Bann. Elena schlägt vor, die Augen der Puppe zu entfernen, um die Verbindung zu lösen. Claire verschwindet und auf der Suche nach ihr wird Elena von dem Mädchen mit Benzin übergossen und angezündet – zuvor entfernte Claire ihr die Augen.
Die Wege führen zurück zum alten Haus, in dem es zum Kampf zwischen Mutter und Tochter kommt. Vater Jonathan kann schlussendlich die Augen der Puppe entfernen und vernichten und den Fluch brechen. Versöhnt beschließen die Eltern ihrer Ehe eine zweite Chance zu geben und sie verkaufen das Haus. Am Ende sieht man auf einer Landstraße Zachary.

## Hintergrund
In einer Szene am Ende des Films steht Claire Simon alleine in ihrem Kinderzimmer mit dem Rücken zur Tür. Als ihr Vater das Zimmer betritt, dreht sie ihren Kopf um 180 Grad. Diese Szene erinnert an Der Exorzist aus dem Jahr 1973.

## Kritik
„Fazit: Billige Metzelei ohne Verstand und Finesse.“

„Simpel gestrickter Gruselfilm mit Anleihen bei einschlägigen Geisterhaus- und Puppenhorrorfilmen.“

Kritisiert wurden die fehlende Spannung und die an den Horrorfilmen Sinister und Chucky – Die Mörderpuppe orientierte Handlung. Gelobt wurden die schauspielerischen Leistungen von Kylie Rogers und Tobin Bell, eben diese wurde bei Hauptdarstellerin Jaime Pressly negativ aufgenommen. In Frage gestellt wurden auch die Dialoge zwischen den Charakteren im Film.
Auf Rotten Tomatoes hat der Film eine Zuschauerwertung von 25 %.